# Arquero cretense
Los arqueros cretenses eran un famoso tipo de guerreros cuyas habilidades especializadas se utilizaron ampliamente tanto en la Antigüedad como en el Medievo. Fueron especialmente valorados en ejércitos, como los de las ciudades-estado griegas, Macedonia y la antigua Roma, que no podían recurrir a un número sustancial de arqueros expertos de sus poblaciones nativas.

## Historia
El uso de arcos y flechas por parte de los cazadores cretenses se indica ya en el año 2200 a. C., en un sello minoico. Un mosaico descubierto en Cnosos y fechado alrededor del 1700 a. C. retrata a guerreros armados con arcos de diseños simples y doble convexos.
En la Grecia antigua, los arqueros cretenses llevaban arcos compuestos, que consistían en un núcleo de madera con capas laminadas de tendones y cuernos. Estas armas, aunque difíciles de encordar y usar, dieron a los arqueros cretenses profesionales un mayor alcance que los simples arcos de madera de la Grecia continental.
Aunque los arqueros cretenses podían ser teóricamente reemplazados por los honderos de Rodas, fueron conocidos como una de las mejores tropas ligeras de la Antigüedad, y como tales fueron empleados como mercenarios en muchos ejércitos, como el de Alejandro Magno y muchos de los Diádocos. Durante la Retirada de los Diez Mil, después de la batalla de Cunaxa, los hoplitas de Jenofonte pudieron contener la persecución de los persas con la ayuda de estos arqueros que eran parte de la tropa mercenaria. En aquella ocasión, los cretenses, privados de suministros, pudieron recolectar y reutilizar las flechas disparadas por los persas y se apoderaron de cuerdas del campesinado local para tensar sus arcos.
Tras la conquista de Macedonia y las ciudades-estado griegas, los cretenses sirvieron como auxiliares de las legiones de la República romana, especialmente después de las reformas de Cayo Mario. Los arqueros ligeros mediterráneos al servicio de Roma entre los siglos III y V podían llevar gorros de cuero o ir descubiertos. La cota de malla de períodos anteriores fue reemplazada por chalecos de cuero o túnicas de manga larga, a favor de una mayor movilidad y economía. Las armas secundarias para usar a corta distancia incluían hachas ligeras y pequeños escudos redondos colgados de un cinturón. Se sabe que una unidad de arqueros montados cretenses, Cohors I Cretum Sagittariorum Equitata, luchó en las guerras dacias de 101 a 106 y permaneció en la provincia hasta el 161, al menos.
Aunque los arqueros de la época republicana eran reclutados casi exclusivamente en Creta, durante el Imperio romano fueron reclutados en provincias más pobladas como Siria, Anatolia y Tracia. A mediados del siglo II había 32 unidades de arqueros auxiliares (sagittarii) con títulos sirios y sólo una cretense.
Creta siguió siendo parte del Imperio bizantino hasta que la República de Venecia la tomó a raíz de la Cuarta Cruzada. Durante gran parte de este período, la isla fue un thema (provincia militar), proporcionando tanto arqueros como marineros para las fuerzas bizantinas.
En 1452, Venecia concedió un permiso específico a Constantinopla para reanudar el reclutamiento de cretenses. Una de las últimas ocasiones en las que se sabe que los arqueros cretenses jugaron un papel importante fue como parte de la guarnición que defendía Constantinopla contra el ejército otomano de Mehmed II en mayo de 1453.